# خانه باجغلی
خانه باجغلی مربوط به دوره صفوی - دوره قاجار است و در اصفهان، خیابان چهارباغ خواجو، کوی مسجدصدر، کوچه چهارسوق آجری واقع شده و این اثر در تاریخ ۲۵ اسفند ۱۳۸۰ با شمارهٔ ثبت ۵۴۴۲ به‌عنوان یکی از آثار ملی ایران به ثبت رسیده‌است.